# Hnjótafjall
Hnjótafjall är ett berg i republiken Island. Det ligger i regionen Norðurland eystra, 230 km nordost om huvudstaden Reykjavík. Toppen på Hnjótafjall är 1 130 meter över havet.
Trakten runt Hnjótafjall är nära nog obefolkad, med mindre än två invånare per kvadratkilometer. Det finns inga samhällen i närheten. Trakten runt Hnjótafjall består i huvudsak av gräsmarker.